# Талмачу (Сибињ)
Талмачу (рум. Tălmaciu) насеље је у Румунији у округу Сибињ у општини Талмачу. Oпштина се налази на надморској висини од 382 m.

## Становништво
Према подацима из 2002. године у насељу је живело 5615 становника.

### Попис2002.
| Расподела становништва по националности 2002.‍ | Расподела становништва по националности 2002.‍ | Расподела становништва по националности 2002.‍ | Расподела становништва по националности 2002.‍ | Расподела становништва по националности 2002.‍ |
| --------------------------------------------- | --------------------------------------------- | --------------------------------------------- | --------------------------------------------- | --------------------------------------------- |
|                                               |                                               |                                               |                                               |                                               |
| Румуни                                        | Румуни                                        |                                               | 5.394                                         | 96,1%                                         |
| Мађари                                        | Мађари                                        |                                               | 32                                            | 0,6%                                          |
| Роми                                          | Роми                                          |                                               | 103                                           | 1,8%                                          |
| Немци                                         | Немци                                         |                                               | 76                                            | 1,4%                                          |
| Италијани                                     | Италијани                                     |                                               | 5                                             | 0,1%                                          |